# Karl Lagerfeld
Karl Otto Lagerfeld , nemški modni kreator, [[]], fotograf in kostumograf; *10. september 1933, Hamburg, Nemčija, †19. februar 2019, Neuilly-sur-Seine, Francija.

## Življenje
Lagerfeld je odraščal kot sin premožnega hamburškega lastnika tovarne za kondenzirano mleko Otta Lagerfelda in žene Elisabeth. Po nekaterih izjavah sodeč, je bilo njegovo razmerje z materjo vse življenje distancirano. Po drugi strani pa je bil odnos – za razliko od ohlapnega z očetom – poln občudujočega spoštovanja.
Kot svojo letnico rojstva je Lagerfeld javno navedel leto 1938, pred časom pa kot leto 1935. 7. julija 2013 je nemški časopis Welt am Sonntag sporočil pravi rojstni datum oblikovalca, in sicer 10. september 1933. Ta informacija se opira na knjigo hobi-zgodovinarjev Maike in Ronalda Hostla iz hamburške mestne četrti Blankense.
Zakonca Lagerfeld sta leta 1934 kupila skoraj 500 hektarjev veliko posestvo pri Bad Bramstedtu. Družina je med letoma 1934 in 1944 živela nekaj časa v Bad Bramstedtu, nekaj časa pa v Hamburgu. Lagerfeld je v Bad Bramstedtu več let obiskoval šolo Jürgena Fuhlendorfa, preden se je družina leta 1949 ponovno preselila v Hamburg. Nadaljnji obisk šole je za dve leti nadaljeval v Bismarkovi šoli. Leta 1953 je s svojo materjo zapustil Nemčijo in se preselil v Pariz. Po tem ko je najprej hodil na zasebnošolo in na Lycee Montaigne, je delal kot ilustrator na modnem področju. Njegova dejanska kariera modnega oblikovalca se je začela leta 1955 pri Pierru Balmainu.
Nazadnje je Lagerfeld živel in delal v Parizu, stanovanja pa je imel tudi v Monte Carlu, Rimu in New Yorku. Svojo vilo v hamburški mestni četrti Blankenese je prodal, prav tako tudi grad v francoski provinci Bretanija. Po smrti partnerja Jacquesa de Bascherja, ki je leta 1989 umrl za posledicami virusa HIV, je po nekaterih navedbah živel raje sam. Za njega so ves čas skrbeli sobarica, dva voznika in kuhar. Lagerfeld je veljal za zelo discipliniranega deloholika z zelo široko splošno izobrazbo. Njegova zasebna knjižnica je po nekaterih navedbah obsegala okoli 300.000 knjig.
Lagerfeldov zaščitni znak so bila, poleg belega konjskega repa, ki ga je nosil od leta 1976, tudi temna sončna očala. Poleg tega se je Lagerfeld od začetka novega tisočletja rad prikazal v na pol odprtih motociklističnih rokavicah, ozkih visokih ovratnikih, srebrnem nakitu znamke Chrome Hearts in ozkih hlačah ali kavbojkah.
Zaradi zdravstvenih zapletov, ki so se pojavili januarja 2019, so ga 18. februarja 2019 sprejeli v bolnišnici v pariškem predmestju Neuilly-sur-Seine. Umrl je naslednje jutro zaradi zapletov raka trebušne slinavke.

## Moda
Z volnenim plaščem je Lagerfeld leta 1955 prejel nagrado na natečaju »Mednarodnega sekretariata za volno« (IWS). Zaradi tega je dobil delo asistenta pri Pierru Balmainu, ki je bil na natečaju član žirije. Lagerfeldov plašč je kasneje pri Balmainu šel v proizvodnjo. Leta 1958 se je priključil Jeanu Patouju in tam do leta 1963 delal kot umetniški vodja. Ko mu je ekskluzivna pogodba potekla, je samostojno delal za modna podjetja, kot so Mario Valentino, Krizia in Monprix. Leta 1964 je začel s študijem umetnosti, ki ga je po treh letih opustil. Že leto prej, 1963, je zamenjal službo, ter kot umetniški vodja delal za znamko Chloe in tam do leta 1978 razvijal kolekcije. Svetovno znano priznanje mu je leta 1972 pri Chloe prinesla kolekcija Deco, ki je bila sestavlejna iz črno-belega potiska s spretnim, asimetričnim rezom. Od leta 1965 je Lagerfeld snoval tudi za italijansko podjetje Fendi.
Leta 1974 je Lagerfeld V Nemčiji pod imenom Karl Lagerfeld Impression ustanovil svoje prvo podjetje. Januarja 1983 je delal kot umetniški vodja na Chanel, kjer je leta 1984 postal glavni oblikovalec kolekcije, še posebej veje Prêt-à-Porter. Lagerfeld je pripomogel, skozi moderno in do takrat nekonvencionalno interpretacijo zapuščine Coco Chanel, takrat malce zaprašene modne znamke za starejše dame, k njenem ponovnem sijaju. S širitvijo kolekcije je veliko pripomogel k temu, da se je Chanel uveljavil tudi pri mladih ženskah kot ena pomembnejših znamk višjega cenovnega razreda  v svetu ženske mode.
Leta 1984 je s francoskim proizvajalcem tekstila Bidermannom ustanovil lastno znamko Kral Lagerfeld, ki je postala znana po ekstravagantnih pleteninah, ni pa prinesla dobička. Med letoma 1987 in 1997 je znamka Lagerfeld zamenjala nekaj lastnikov in se leta 1997 zaradi visoke izgube vrnila v Lagerfeldove roke. On pa je leta 1998 pod imenom Lagerfeld Gallery začel z majhno žensko kolekcijo, ki jo je kreiral sam. 
Lagerfeld  velja za odkritelja nekdanje vrhunske manekenke Claudie Schiffer, njegove dolgoletne muze. K Lagerfeldovim številnim muzam sodijo tako moški modeli Brad Kroenig in Baptiste Giabiconi  kot tudi ženski modeli Toni Garran, Freja Beha Erichsen, Lara Stone in Daria Werbowy. Med muzami sta se znašli tudi pevki Beth Ditto in Florence Welch.
V novembru 2004 je Lagerfeld s svojim sodelovanjem s švedsko Discount modno znamko Hennes & Mauritz (H&M) poskrbel za senzacijo. Leta 2005 je ameriški modni koncern Tommy Hilfiger kupil znamko Lagerfeld skupaj z vsemi licencami za 27,8 milijonov dolarjev. Septembra leta 2010 je Lagerfeld odpovedal za 3. oktober načrtovano modno revijo svoje znamke na pariškem tednu mode. Tako je bila modna revija v marcu 2010 v Parizu zadnja za njegovo znamko. Čas je želel porabiti za razvoj nove znamke nižjega cenovnega razreda za množice.
Pomembne modne hiše, za katere je Lagerfeld delal:
- 1955–1958: Pierre Balmain
- 1958–1963: Jean Patou
- 1963–1978, 1992–1997: Chloe
- od 1965: Fendi
- od 1974: Karl Lagerfeld
- od 1983: Chanel
- 2004: Hennes & Mauritz (H&M)

## Sodelovanje in projekti
- Leta 2008 je oblikoval medvedka Steiff  v značilni Lagerfeldovi opravi, ki se je v Ameriki prodal za 1500 dolarjev.
- Leta 2008 je sodeloval pri dizajnu otoka, imenovanega Isla Moda na obali Dubaja.
- Konec leta 2009 je italijansko-ameriški proizvajalec igrač tokidoki izdelal 1000 primerkov 25 cm visoke figure, podobne Lagerfeldu, ki se je prodajala za 129 €.
- V začetku leta 2010 je za proizvajalca brezalkoholnih pijač Coca-Cola zasnoval steklenico za pijačo Coca-Cola Light.
- Leta 2010 je v sezoni jesen/zima sodeloval pri proizvodnji nakita za znamko Swarovski.
- V avgustu 2011 je sodeloval z ameriško verigo veleblagovnic Macy's, kjer je oblikoval kolekcijo nižje cenovnega razreda za ženske.
- Karl Lagerfeld je sodeloval tudi z nekaterimi slavnimi pevkami, kot sta Madonna in Kylie Minogue. Za njiju je oblikoval odrske kostume za njune turneje.

## Kostumografija
Lagerfeld je večkrat delal kot kostumograf v gledališču in operi:
- 1978 v Genovi  pri predstavi »Zeleni kakadu« (Der grüne Kakadu)
- 1980  na Dunaju v Burgtheatru  pri predstavi »Komedija zapeljevanja« (Komödie der Verführung)
- 1980 v Firencah pri festivalu Maggio Musicale pri operi »Hoffmannove pripovedke« (Les contes d'Hoffmann)
- 1982 v milanskem teatru Scala pri operi »Trojanci« (Les Troyens)
- 1990 na festivalu »Salzburger Festspiele« pri predstavi »Težavnež« (Der Schwierige)

## Fotografija
Poleg mode in kostumografije je Lagerfeld leta 1987 odkril fotografijo kot svoje novo področje. V berlinski galeriji  C/O Berlin so razstavili 350 Lagerfeldovih fotografij in multimedijskih namestitev. Pod naslovom One man Schown so slike pokazale ameriškega fotomodela Brada Kroeninga, ki ga je Lagerfeld našel in podpiral. Klasični črno-beli portreti, ki so nastali v času treh in pol let, so pri publiki poželi uspeh.

## Kritike
Lagerfeld je pogosto naletel na kritiko, ker je favoriziral in za svoje kolekcije angažiral suhe modele. Ni podpiral prepovedi udeležbe presuhih modelov na modnih revijah. Prav tako je za negativne časopisne naslove leta 2004 poskrbela opazka pri kolekciji za H&M, kjer je Lagerfeld sodeloval. Podjetje je oblačila ponudilo tudi v večjih velikostih, na kar je Karl komentiral, da je svoje stvaritve oblikoval za suhe ljudi.

## Nagrade
- 1989: Bambi
- 1993: »Lucky Strike Designer« nagrada Raymond-Loevwy sklada
- 1996: kulturna nagrada nemške družbe za fotografijo
- 2005: Bambi
- 2008: »Elle Fashion Star« nagrada – kategorija Platinum za njegovo življenjsko delo